# Shtjefën Kurti
Boldog Shtjefën Kurti (Ferizovics, 1898. december 24. – Fushë-Kruja, 1971. október 20.) albán római katolikus pap, a kommunista vallásüldözés mártírja, akit titkos keresztelésért végeztek ki. Albánia vértanúinak egyikeként Ferenc pápa 2016. november 5-én avatta boldoggá.

## Életútja
Koszovóban született, teológiai tanulmányait Albániában kezdte meg, majd az ausztriai Grazban, Feldkirchben és Innsbruckban folytatta, végül Rómában fejezte be. Az olasz fővárosban 1924. május 13-án szentelték fel papnak, és a Durrësi főegyházmegye szolgálatába osztották be. Előbb Szkopjéban, majd 1929-ig a koszovói Novosellában volt plébános. Az albán katolikusokat ért atrocitások elől Albániába, majd Romániába szökött. 1930. május 5-én levelet intézett a Nemzetek Szövetségéhez, amelyben a koszovói katolikusok helyzetére hívta fel a nagyhatalmak figyelmét. Később Shna Prendjában, Gurában, majd Tiranában plébánosként végzett egyházi szolgálatot.
A második világháborút követően megszilárdult kommunista államhatalom vallásüldözése során, 1946. október 28-án őt is letartóztatták, és a Vatikánnak folytatott kémkedés vádjával halálra ítélték. Ezt később életfogytiglani büntetésre változtatták, és a következő tizenhét évet tiranai, majd burreli börtönében töltötte. 1963. május 2-án szabadult a fogságból, és visszatért plébánosi hivatásához. Szolgálata során a rendvédelmi szervek folyamatos zaklatásának volt kitéve, egy ízben elhitették vele, hogy ki fogják végezni, és még saját sírját is megásatták Kurtival. Ezek az epizódok azonban hitét nem törték meg, folytatta papi szolgálatát Tiranában, Gurában és Jubában.
Az 1967-es ateista kampány során a vallási közösségeket betiltották, egyházát feloszlatták, Kurtit arra kényszerítették, hogy a miloti termelőszövetkezetben vállaljon adminisztrátori munkát. Amikor katonákat vezényeltek ki egykori templomához, hogy lerombolják, Kurti puszta kézzel szállt szembe a fegyveresekkel. Ismét letartóztatták, és tizenhat évi kényszermunkára ítélték.

### Vértanúsága
Kurti elítéltként titokban továbbra is kiszolgálta a szentségeket rabtársainak. 1971-ben a lushnjai munkatáborban titokban megkeresztelte egy nő rabtársa újszülött fiúgyermekét, amiről a büntetés-végrehajtási hatóságok is tudomást szereztek. Ismét letartóztatták, az államrend megdöntésére irányuló felforgató tevékenység vádjával halálra ítélték, amit a kivégzőosztag 1971. október 20-án végre is hajtott.
Halálának híre és körülményei kiszivárogtak az egyébként hermetikusan elzárt országból, és nemzetközi felháborodást keltettek. A felzúdulásra válaszul a Radio Tirana és a Zëri i Popullit című pártlap 1973 áprilisában Kurtit mint vatikáni, olasz, brit és amerikai ügynököt „leplezte le”, és azt állították, kivégzésének oka a titkos keresztelő helyett az volt, hogy szabotázscselekményeket hajtott végre a miloti termelőszövetkezetben folyó munka megakadályozására. A fáma szerint Ronald Reagant mélyen megérintették Kurti halálának körülményei, és alkalmanként még elnöki ciklusa alatt is felhozta baráti beszélgetések során.
A népköztársaság börtöneiben és kivégzőosztagai előtt életét vesztett harmincnyolc római katolikus papot, köztük Shtjefën Kurtit, Ferenc pápa 2016. november 5-én Shkodrában Albánia vértanúinak nyilvánította, és valamennyiüket boldoggá avatta. Emléknapja november 5.